# Andrew Carrington

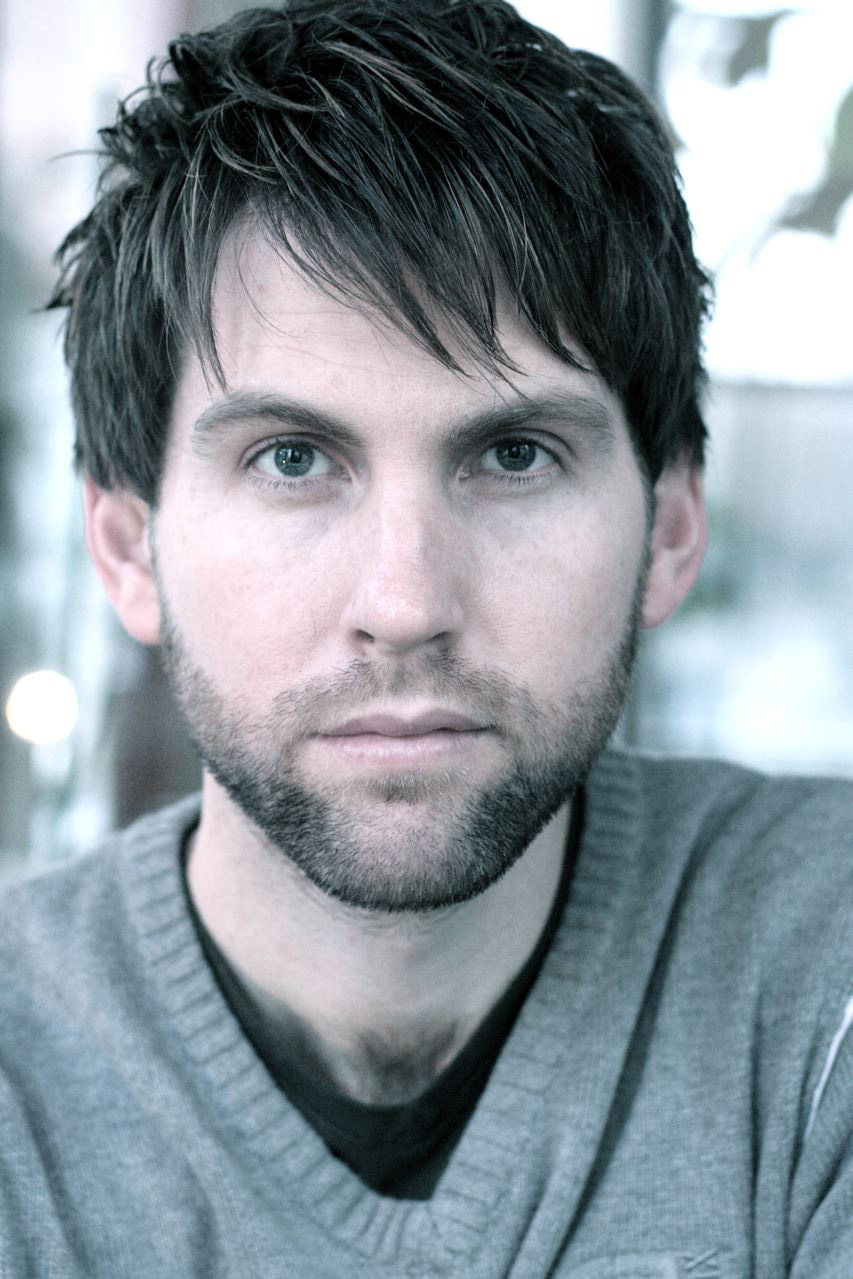
Andrew Carrington

Andrew Carrington (* 16. April 1977 in Australien) ist ein australischer Sänger.

## Leben
Andrew Carrington wuchs in Cairns im Nordosten von Australien auf, lebt in Berlin und ist verheirateter Vater einer Tochter.

## Karriere
Zunächst begann er wie schon sein Vater eine Ausbildung zum Saxophonisten. Inspiriert von Kommilitonen änderte sich sein Studienschwerpunkt hin zu klassischer Gesangsausbildung.
Noch während des Studiums begann Carrington mit 21 Jahren seine Karriere bei dem australischen Vokalensemble The Ten Tenors. Inspiriert wurde Andrew Carrington dabei unter anderem von Luciano Pavarotti, Mario Lanza und Frank Sinatra.
In seiner zehnjährigen Zeit als einer der Leadsänger der Ten Tenors absolvierte Carrington weltweit rund 2000 Auftritte.
Im Mai 2010 begann Carrington seine Solokarriere mit der Veröffentlichung des ersten Albums Ich leb’ für Dich. Seinen ersten Live-Auftritt als Solokünstler absolvierte er am 8. Mai 2010 bei Willkommen bei Carmen Nebel im ZDF.
In seinen auf Deutsch gesungenen Songs greift Carrington auch autobiographische Themen auf und erzählt über die Beziehung zu seiner Ehefrau und zu der gemeinsamen Tochter.

## Diskografie
Studioalben
- 2010: Ich leb’ für Dich

Singles
- 2016: Steig ein